# Indalecio Armesto
Indalecio Armesto y Cobián (Pontevedra, 29 de septiembre de 1838-Pontevedra, 22 de febrero de 1890) fue un periodista, filósofo y político español, diputado a Cortes durante la Primera República.

## Biografía
Natural de Pontevedra, en donde nació en 1838, fue político y periodista. De ideología republicana y perteneciente a la masonería, cultivó también la filosofía —siendo vinculado tanto por Menéndez Pelayo como por Gonzalo Díaz Díaz al hegelianismo— y publicó hacia 1878 unas Discusiones sobre la metafísica.
En sus inicios participó en el periódico madrileño La Discusión cuando este era dirigido por Nicolás María Rivero. Escribió también en Las Antillas (1861) y más tarde tomó parte en La Tutelar, El Crédito y en los de Pontevedra El Progreso (1865), La Voz del Pueblo (1868), El Derecho (1870), La Crónica (1872-1873), La República (1873), El Orden (1884), El Anunciador y La Justicia, que dirigiría desde 1880 hasta su fallecimiento.
Como político llegó a obtener escaño de diputado por el distrito de Pontevedra durante la Primera República, en las elecciones de 1873. Murió el 22 de febrero de 1890 en su ciudad natal.